# 多任務效果車
多任務效果車（MMEV, Multi-Mission Effects Vehicle）是一種加拿大短程防空和反坦克兩用飛彈實驗車。使用了阿達茨防空反戰車系統（ADATS）的武器技術，並將其集成到8×8式LAV-3裝甲車上，使多任務效果車同時具有防空和反裝甲能力，可為地面部隊提供機動火力及防空支援。然而，此計劃最終於2006年11月宣布取消。

## 歷史
2005年9月下旬，加拿大國防部宣布一项耗資7.5億美元的30輛多任務效果車採購案。加拿大奧瑞岡-康特拉韋斯防務公司（日後的萊茵金屬防空公司）擁有阿達茨防空反戰車系統的武器技術專利，因此成了開發此項目承包商的不二人選。該企劃第一階段耗資了1億美金，並由奧瑞岡-康特拉韋斯防務公司承包，加拿大軍亦通過技術展示計劃與國防研究與發展中心和加拿大工業界合作，以用於開發多任務效果車的火控系統及車內空間布局的人體工學。
多任務效果車是一款設計用於對抗位於中低空（20公里以上）的固定翼飛機、直升機、以及高達8公里遠的地面目標的實驗車。除了阿達茨防空反戰車系統的4聯裝MIM-146飛彈之外，亦裝有兩具低成本精確導引彈藥、射程超過8公里的CRV7航空火箭彈發射巢，外側還有兩個可安裝AGM-114地獄火飛彈、PARS 3 LR反戰車飛彈等反戰車飛彈的發射器底座，以及可停放一架引導飛彈用的小型軍用無人機的機坪，車內具有使用Link 11/16戰術數位資訊鏈路的先進戰管資訊電腦（BMC41），提供完備的ISTAR系統，可偵查、監視、蒐集並分享各種戰場資訊給友方，以協助作戰部隊並統整管理收集的大量數據，並得以與北約和加拿大三軍共同分享作戰資訊。

## 裝備
多任務效果車集成多項當時最先進的技術，例如奧瑞岡-康特拉韋斯的搜索跟蹤X-Tar三維雷達，具有相當高的目標檢測機率，且能覆蓋範圍為25公里大小的空域。 另外該實驗車亦裝備了奧瑞岡生產的抗電子、紅外干擾系統。

## 外部連結
- 萊茵金屬防務公司 - 多任務效果車
- 萊茵金屬防務 - 加拿大已宣布採購多任務效果車的意圖
- CASR 背景 — CF多任務效果車計劃 （页面存档备份，存于）
- 多任務效果車 (MMEV)
- 加拿大陸軍決定保留過時的戰車 （页面存档备份，存于）